# Рудбекия
Рудбекия (Rudbeckia) е името на род многогодишни тревисти растения, родината на които е Северна Америка. Принадлежи към семейство Сложноцветни. Най-известният вид от този род е китайското слънце (R. hirta), което се отглежда като градинско цвете.
Рудбекията е наречена така в чест на Олоф Рудбек (1630-1702), шведски ботаник, лекар и писател. Видът на растението силно напомня този на маргаритката и ехинацеята.

## Представители
- Rudbeckia alpicola
- Rudbeckia auriculata
- Rudbeckia bicolor
- Rudbeckia californica
- Rudbeckia fulgida
- Rudbeckia glaucescens
- Rudbeckia graminifolia
- Rudbeckia grandiflora
- Rudbeckia heliopsidis
- Rudbeckia hirta
- Rudbeckia klamathensis
- Rudbeckia laciniata
- Rudbeckia maxima
- Rudbeckia missouriensis
- Rudbeckia mohrii
- Rudbeckia mollis
- Rudbeckia montana
- Rudbeckia nitida
- Rudbeckia occidentalis
- Rudbeckia scabrifolia
- Rudbeckia subtomentosa
- Rudbeckia texana
- Rudbeckia triloba